# 柳沢駅 (長野県)
柳沢駅（やなぎさわえき）は長野県中野市大字柳沢字道下 にあった長野電鉄河東線（木島線）の駅である。

## 歴史
- 1925年（大正14年）7月12日：開業[1][2]。
- 1968年（昭和43年）4月1日：貨物営業廃止[2]。
- 1982年（昭和57年）3月31日：小荷物営業廃止。
- 1993年（平成5年）11月1日：無人化[2]。
- 2002年（平成14年）3月31日：廃線に伴い廃止[1][2]。

## 駅構造

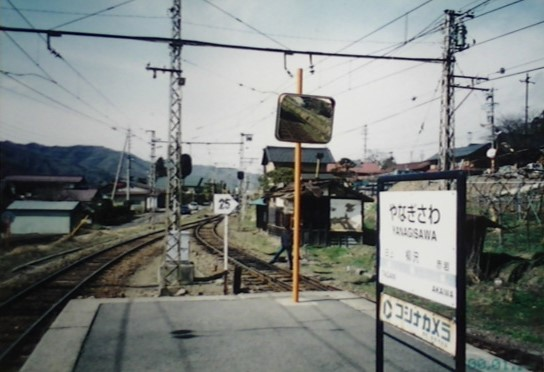
駅名標（2002年3月）

廃止時点では島式ホーム1面2線と東側に側線1本を有する無人駅で、木島線内の途中駅では唯一列車交換が可能な駅であった。木造の待合室がホーム上にあり、かつてはそこで乗車券を販売していた（下之郷駅と似た形式である）。
タブレット交換の時代から引き続き、電車は右側通行（西側が信州中野方面行き、東側が木島方面行き）だった。

### のりば
| ホーム | 路線    | 方向 | 行先               |
| ------ | ------- | ---- | ------------------ |
| 西側   | ■河東線 | 上り | 信州中野方面       |
| 東側   | ■河東線 | 下り | 信濃安田・木島方面 |

- 案内上の乗り場番号は設定されなかった。

## 廃線後
ホームなどは撤去され、更地となった。廃駅の代替として近くに「柳沢」バス停が設置されている。

## 隣の駅
長野電鉄
■河東線（木島線）
赤岩駅 - 柳沢駅 - 田上駅